# Wickham St. Paul
Wickham St. Paul är en by och en civil parish i Braintree i Essex i England. Orten har 330 invånare (2001). Den har en kyrka.